# Celia Bogaert
Celia Bogaert is een Vlaamse presentatrice en actrice.
Bogaert studeerde licentiaat rechten aan de Universiteit Gent. Daarnaast ging ze ook naar de muziekacademie Gent en volgde ze voordracht en theateropleiding. Ondertussen was ze al actief in het amateurtoneel. Na haar universitaire studies volgde ze een acteeropleiding aan de Toneelschool.
Ze werd daarna actief in het theater en speelde mee in verschillende producties. Ook op televisie kreeg ze gast- en bijrollen in series als Familie, F.C. De Kampioenen, Spoed, Wittekerke, De Kavijaks,  Zone Stad, Aspe, Verschoten & Zoon, Sara en LouisLouise.
Naast het acteren werkte ze als presentatrice. Ze presenteerde voor evenementen, maar ging ook werken voor de regionale televisie en de kleinere zenders. Ze presenteerde onder meer op AVS de programma's Woonwereld, Petercelia met kok Peter De Clercq, het magazine Parti Parti en het zomerprogramma Op Zwier en op alle Vlaamse regionale zenders Bestemming Vlaanderen. Eind 2006 presenteerde zo op digitale zender EXQI Scherp Bekeken.